# Bantu FC
El Bantu Football Club és un club de Lesotho de futbol de la ciutat de Mafeteng. Va ser fundat el 1927 amb el nom Flying Sweeps of Mafeteng.

## Palmarès
- Lliga de Lesotho de futbol:[2]

2014, 2017, 2018, 2020
- Copa de Lesotho de futbol:[3]

1963, 1993, 1997, 2011, 2012, 2013, 2015, 2017